# Doctor Fate
Doctor Fate —conocido en español como el Doctor Destino— es el nombre de varios superhéroes que aparecen en los cómics estadounidenses publicados por DC Comics. La versión original del personaje fue creada por el escritor Gardner Fox y el artista Howard Sherman, debutando en More Fun Comics #55 (mayo de 1940) y ha sido representado por 8 encarnaciones, salvo una versión alternativa creada recientemente que lleva el mismo nombre de la última versión y su homóloga de DC Rebirth. El personaje ha aparecido en varias encarnaciones, siendo Doctor Fate el nombre de varias personas diferentes en el Universo DC como parte de un legado hechicero con varios intentos de revitalizar al personaje.
En la continuidad del Universo DC, Doctor Fate fue concebido originalmente como una fuerza que lucha contra el mal por el ser sobrenatural Nabu, un ser cósmico afiliado a los Señores del Orden, deidades mesopotámicas, y un enemigo principal de los Señores del Caos. Con el tiempo, Nabu empoderó a los agentes mortales para que actuaran en su nombre y en los Señores del Orden, siendo los primeros Kent Nelson, la familia Strauss y varios otros. Otras versiones del personaje difieren, actuando únicamente como héroes sobrenaturales, afiliados a los Señores del Caos o cazadores de demonios. Varios años después del reinicio de The New 52, DC Comics presentó su encarnación más reciente y la segunda más longeva, Khalid Nassour, el sobrino nieto de Kent Nelson elegido por los arcángeles y deidades del antiguo Egipto. No debe ser confundido con otro personaje creado por la editorial DC Comics, igualmente conocido en español como Doctor Destino pero cuyo nombre original en inglés es Doctor Destiny. Esta otra encarnación es un villano encapuchado y con el rostro con aspecto de calavera. Apareció por primera vez en Justice League of America Vol. 1 #5 (junio de 1961) y fue creado por Gardner Fox y Mike Sekowsky.
El personaje de Doctor Fate ha aparecido en varias encarnaciones a través de múltiples formas de medios basados tanto en cómics como en personajes originales. La encarnación de Kent Nelson ha aparecido en varios medios, como la serie de televisión Smallville, en la que es interpretado por Brent Stait, y la película de DC Extended Universe Black Adam, en la que es interpretado por Pierce Brosnan. En los medios animados, han aparecido varias encarnaciones de Doctor Fate en la serie animada Justicia Joven; Las versiones de Doctor Fate de Nabu, Khalid Nassour y Kent Nelson han aparecido en la serie animada junto con otras encarnaciones originales basadas en personajes preexistentes como Zatara, Zatanna y Traci 13.

## Descripción
El rol de Dr. Fate ha sido encarnado por varias personas que han ostentado el casco de NABU, ya que en realidad se trata de una función, para la cual el ser místico Nabu otorga poder a un ser biológico, o incluso lo utiliza como anfitrión, para que actúe como agente de los Señores del Orden en la realidad física. Nabu es un concepto basado libremente en Nabu, una deidad de la mitología babilónica.
El primero de dichos anfitriones, y el más reconocido, fue Kent Nelson, un arqueólogo que descubrió la tumba de Nabu y recibió sus poderes de éste. El personaje es conocido por haber sido fundador del grupo de superhéroes conocidos como la Sociedad de la Justicia, y tuvo una participación destacada en el relanzamiento de los años 70. Más adelante, se introdujeron nuevos personajes que sucedieron en el manto del Doctor Fate, aunque estos tuvieron una duración efímera. Entre los sucesores de Kent Nelson se encuentra la pareja de Eric Strauss y Linda Strauss, en los cuales, para encarnar al portador del casco, se fusionaban en una sola entidad devolviéndole la vida al Dr. Fate; otro usuario del casco, ha sido la esposa de Kent Nelson, tras la muerte de Eric y Linda, Inza Nelson, entre otros personajes también se destaca el mercenario Jared Stevens, un resucitado Hector Hall, hijo del Hombre Halcón y Chica Halcón, y finalmente Kent V. Nelson, sobrino nieto del Kent Nelson original. Con los Nuevos 52, en la serie mensual Earth Two en una tierra alternativa del Multiverso DC, se dio a conocer un nuevo portador del casco, un chico llamado Khalid Ben-Hassin, de asendencia egipcia. En el Universo DC principal (conocida como Tierra-0) el actual portador es un sobrino lejano del original Kent Nelson de ascendencia egipcio-estadounidense y estudiante de medicina, llamado Khalid Nassour, que debutó en la última serie de 2016 del Doctor Destino, y que actualmente comparte el manto con su tío.
En el evento conocido como Flashpoint, Dick Grayson es quien toma el papel de Dr. Fate.: Debido a esta situación, la mayor parte de las apariciones no canónicas del personaje utilizan a Kent Nelson como personaje. Además, la serie limitada Multiversity, se conocieron varias versiones encarnadas del Doctor Fate, especialmente una denominada Doc. Fate, de Tierra-20 con características basadas en los cómics pulp de los años 30 y 40's.

## Historia de la publicación
More Fun Comics #55 (mayo de 1940) fue la serie mensual de historietas que introdujo al primer destino Doctor Destino, en su propia serie homónima. Tras de un año sin una historia especial, su alter ego y sus orígenes son mostrados en More Fun Comics #67 (mayo de 1941).
El interés amoroso de Doctor Fate se conocería de forma variable como Inza Cramer, Inza Sanders, e Inza Carmer,, y que fue modificada como Inza Cramer en la Edad de Plata.
Cuando la Sociedad de la Justicia de América fue creada para la serie mensual All Star Comics #3 (Invierno 1940), el Doctor Fate fue uno de los personajes de DC Comics utilizados para la operación conjunta de la revista de historietas All-American. Hizo su última aparición edición #21 (verano de 1944), prácticamente de forma simultánea junto con la cancelación de su propia serie, la More Fun Comics #98 (julio-agosto de 1944). Aparte de los equipos médicos anuales JSA/JLA en el cómic Justice League of America, DC se ofreció a mostrar de nuevo al Doctor Fate original en otras historias a través de las décadas de 1960 y 1970, incluyendo dos historias al lado de Hourman en Showcase #55-56, con dos apariciones de Superman en World's Finest Comics (#201, marzo de 1971 & el # 208, diciembre de 1971) y DC Comics Presents (#23 de julio de 1980); una aparición con Batman en The Brave and the Bold Vol. 1 (#156 de noviembre de 1979); y una historia individual en 1st. Special Edition #9 (diciembre de 1975), escrito por Martin Pasko y dibujado por Walt Simonson.
El personaje que aparece en una serie de historias especiales que fueron reintroducidas como suplementos en el cómic de The Flash desde el #306 (febrero de 1982) al #313 (septiembre de 1982) escrito por Cary Bates y dibujada por Keith Giffen, con Pasko tomando el relevo como escritor en la edición #306, (ayudado por Steve Gerber desde el # 310 al # 313). En 1985, DC recolectó las historias complementarias, un recuento del origen del Doctor Fate escrito por Paul Levitz, Joe Staton y Michael Nasser publicado originalmente en Orígenes Secretos de los Superhéroes (enero de 1978) (DC's Special Series #10 en los indicios), la historia Pasko/Simonson de 1st. Special Edition #9, y una historia de Doctor Fate que originalmente se había publicado en More Fun Comics #56 (junio de 1940), en una de tres números, pertenecientes a una serie limitada titulada "El inmortal Doctor Fate".
En 1985, a raíz de la Crisis en las Tierras Infinitas, el Doctor Fate brevemente se unió a la Liga de la Justicia. Una serie limitada del Doctor Fate sería publicada poco tiempo después, cambiándole la identidad secreta al personaje. DC comenzó con un nuevo Doctor Fate con una nueva serie mensual, escrita por JM DeMatteis y Shawn McManus a finales de 1988. William Messner-Loeb se convirtió en el escritor de la serie desde la edición #25. Cuando la serie terminó en la edición # 41, DC sustituye al Doctor Destino existente con un nuevo personaje, Jared Stevens. Stevens fue incluido en una serie homónima llamada simplemente Fate, puesta a raíz de los evento de Hora Cero de 1994. que luego sería cancelada después de 23 números en septiembre de 1996. El personaje entonces aparecería en El Libro del Destino, que se desarrolló entre febrero de 1997 hasta enero de 1998, una serie de 12 números, siendo parte del sello "DC Weirdoverse".
En 1999, con la reincorporación de la Sociedad de la Justicia en la serie mensual JSA, el personaje regresaría. Además de aparecer en la JSA, DC publicó otra serie limitada del personaje homónimo en 2003. El personaje moriría en la serie limitada de 2005 Crisis Infinita: Dia de la Venganza, como parte de la iniciativa en la serie de eventos que iniciarían el evento conocido como Crisis Infinita (2005).
A principios de 2007, DC publicó una historia que duró un One-Shot donde se relataba la búsqueda de un nuevo Doctor Fate. Esta serie, sería para poder explorar la posibilidad de una nueva serie mensual con el nuevo Doctor Fate, para ser publicada en abril de 2007, siendo escrita por Steve Gerber e ilustrada por Paul Gulacy, con el nuevo Doctor Fate. Sin embargo, la serie tuvo que retrasarse debido a la producción extendida y dificultades creativas. Steve Gerber dijo en una entrevista para Newsarama que la historia prevista para el primer arco de la nueva serie del Doctor Fate tuvo que ser revisada, con fin de servir como parte de la historia principal para Countdown to Mystery, siendo una historia doble, e impresa en unas 8 miniseries, contando con Eclipso como el segundo personaje y siendo el antagónico. El primer número de Countdown to Mystery, contó con el arte de Justiniano y Walden Wong en lugar de Gulacy, y fue finalmente lanzada para noviembre del 2007. Debido a la muerte de Steve Gerber, la séptima edición fue escrita por Adam Beechen utilizando las notas dejadas por Gerber. La última historia fue escrita por Beechen, Gail Simone, Mark Waid, y Mark Evanier, que escribieron cada uno un final diferente para la historia.
El personaje reapareció entonces la miniserie Reign in Hell y en la serie de la Sociedad de la Justicia de América (vol. 3) # 30, historieta que permaneció hasta su cancelación con el #54, del mes de agosto del 2011.
Tras los acontecimientos del evento Flashpoint del año 2011, se reinició la continuidad de DC. Como parte de la iniciativa "The New 52", un nuevo Doctor Fate llamado Khalid Ben-Hassin fue creado por el escritor James Robinson y el artista Brett Booth, apareciendo en la serie mensual Tierra 2 en el #9 (febrero de 2013) en adelante.
Tras el evento "Convergencia", DC comenzó a centrarse más en las historias y la diversidad de personajes, junto con el lanzamiento de 24 nuevos títulos. Uno de estos títulos fue una nueva serie sobre el Doctor Fate, escrito por Paul Levitz y el artista Sonny Liew, encabezada por el actual Doctor Fate, pero perteneciente al Universo DC, el joven aspirante a ser médico, Khalid Nassour.

## Historia del personaje

### Portadores del manto

#### Kent Nelson e Inza Nelson
Entre estas encarnaciones, Kent Nelson nació en el año de 1929 siendo hijo de Sven Nelson, un arqueólogo y Celestina Babcock Nelson, una medium espiritual. Celestina Nelson murió bajo circunstancias desconocidas poco después del nacimiento de Kent y Kent se convirtió en su compañero de viajes. En 1940, Sven y Kent estaban llevando a cabo una excavación en el Valle de Ur en Mesopotamia en plena Segunda Guerra Mundial, cuando el joven Nelson se topó por casualidad con un antiguo sarcófago que contenía el cuerpo de un ser gigante, denominado, Nabu el Sabio. Al abrir el sarcófago, Nabu fue puesto en libertad de inmediato y la tumba, que poseía una trampa, accidentalmente se activó un gas venenoso que mató al padre de Kent. Nabu, un ser místico de la Orden del planeta Ocilia, tuvo piedad con el joven y utilizó su magia para bloquear el dolor mental con el muchacho. A lo largo de los meses, Nabu educó a Kent Nelson, en las diversas formas del misticismo, sobre todo la enseñanza para lanzar hechizos y poder volar. En este tiempo, Kent Nelson creció en años en lugar de semanas; había llegado a la edad adulta para el final del verano. Nelson sentía aprecio por Nabu, pero el Señor del Orden requería un último acto de éste: la muerte de su propio cuerpo. Nelson dudó, pero Nabu borró las inhibiciones que había colocado en él por la muerte de su padre. En un arranque de ira, Nelson lo mató. Con su cuerpo destruido, Nabu reveló su verdadera naturaleza: un ser de energía, un Señor de la Orden, que tenía varios milenios de antigüedad. Nabu le presentó a Nelson dos regalos: un casco y un amuleto místico. Cuando Nelson colocó el casco, Nabu se unió a su cuerpo como un agente contra los Señores del Caos. Nelson entonces adoptaría el nombre del Doctor Fate.
El debut del Doctor Fate fue en contra el hechicero Wotan, un antiguo malvado hechicero que había luchado contra Nabu en una encarnación física previa. Wotan usaba tanto magia medieval como tecnología avanzada para logar sus objetivos de dominio mundial.
En 1940, Wotan planeó destruir la Tierra y capturó a Inza Kramer, una estudiante de la Universidad de Columbia, que se encontraba en ese momento en Egipto. Fate rescató a Kramer y derrotó a Wotan. Cuando los dos regresaron a América, Wotan volvió a atacar, pero una vez más fue derrotado. Para proteger al mundo de Wotan, Fate puso al antiguo mago en trance y lo enterró bajo el suelo. Después, Fate y Kramer intimaron. y Fate compartió el conocimiento de su doble identidad con ella. Fate puso su base de operaciones en Salem, Massachusetts, residiendo en una torre sin puertas ni ventanas a la que sólo él podía entrar o salir.
Poco después, el Dr. Fate conoció a Espectro y ambos hicieron equipo y derrotaron a un par de villanos que realizaban un complot para subvertir "magia" de un centro de investigación militar que investigaba un portal que intentaba liberar a unos demonios de otros mundos. Más tarde, en 1940, Doctor Fate analizo la evolución de los acontecimientos de la Alemania nazi desde su torre en Salem. Tres misteriosos hombres emcapuchados norteamericanos, conocidos como Batman, Flash y Linterna Verde fueron capturados por Adolf Hitler. Utilizando la poderosa magia a su mando, Fate convocó a otros cuatro héroes para poder detener a la flota nazi que quería invadir Inglaterra. Los héroes liberaron a sus futuros compañeros capturados y derrotaron a las fuerzas de Hitler. Después, con la ayuda de Superman, los héroes frustraron el intento de asesinato del Presidente de los EE. UU. Franklin D. Roosevelt. A instancias de Roosevelt, los héroes decidieron formar la Sociedad de la Justicia de América, de la que el Doctor Fate se convirtió en miembro fundador.
A principios de 1941, el Doctor Fate enfrentó a un poderoso científico loco llamado Ian Karkull. Karkull había inventado un instrumento que le permitía convertirse en una sombra viviente, inmune a la magia de Fate. Cuando Fate destruyó el mecanismo que permitía las transformaciones, Karkull fue derrotado, atrapado en su forma de sombra.
Poco después, Wotan regresaría para emplear sus poderes mágicos para convocar a Karkull para que lo liberara de su trance. Juntos, establecieron una base en el Ártico, construyendo armas para la guerra en la Tierra. Fate los localizó, destruyendo la ciudad, pero los dos villanos escaparon. En julio de 1941, Karkull había adquirido un medio para ver el futuro, que le permitía identificar los próximos ocho sucesivos Presidentes de los Estados Unidos. Elaboró una selección de una élite de super-villanos para que le ayudaran y Karkull intentó asesinar a cada uno de estos futuros estadistas, lo que produciría un trastorno de la historia de América.
La Sociedad de la Justicia, incluido el Doctor Fate, intervinieron. Sólo uno de los asociados de Karkull, Wotan, tuvo éxito en matar a su objetivo. (La identidad de su objetivo, un joven muchacho, nunca fue revelada.) En un enfrentamiento final con Karkull, el Espectro destruyó al villano convertido en sombra provocando un baño a los héroes de una extraña radiación. Esta radiación, con el tiempo, serviría para ampliar la vida y la vitalidad de los héroes. En 1942, Kent Nelson se encontró cada vez más con una contradicción de pensamientos frente a la distribución de su existencia con Nabu, el Señor del Orden, dentro de su casco. En el año 1942, el Doctor Fate cambio el casco que había estado utilizando, sustituyéndolo por un casco con la mitad de la cara inferior descubierta. En parte esto se debió a la personalidad de Nabu, que residía en la totalidad del casco y que tomó el control total del cuerpo de Nelson cuando este llevaba el casco puesto.
Poco después, Fate enfrenta a Mister Who, quien en un poderoso científico que desarrolló la solución "Z" que le proporciona una enorme fuerza y capacidad para crecer a proporciones gigantescas. Mister Who se convirtió en un recurrente adversario del Doctor Fate, en el plano individual y durante su ingreso en al All-Star Squadron. En 1943, Nelson se cansó de la guerra y dejó a la Sociedad de la Justicia.
Poco después, buscó una existencia más humana y entró a una escuela de medicina, utilizando su conocimiento avanzado del casco de Nabu para acelerar su educación. Prácticamente no se conoció más de la vida del Doctor Fate en los años posteriores a la Segunda Guerra Mundial. En algún momento se casó con Inza Kramer y tomó residencia en la torre de Fate en Salem. Abandonó la práctica de la medicina y regresó al campo de estudio de su padre: la arqueología. Cuando la Sociedad de la Justicia fue reformada en 1963, el Doctor Fate volvió a ser un miembro activo. En secreto, realizó la supervisión de una serie de expediciones arqueológicas financiadas por el magnate químico y colega, Rex Tyler, conocido como Hourman. Los dos trabajaron juntos como superhéroes derrotando al villano Solomon Grundy y al nuevo Psicopirata.

#### Inza Nelson, Eric Strauss, Linda Estrauss
A lo largo de los próximos veinte años, Doctor Fate se convirtió en un firme miembro de la JSA, en la que participó prácticamente en todas las misiones. Ni él e Inza envejecieron y se mantuvieron jóvenes gracias a la magia de Fate. En algún punto, Inza le fue permitido unirse a la entidad del Dr Fate, coexistiendo los tres seres a la vez (Nabu, Kent e Inza). Poco después de la Crisis en las Tierras Infinitas, Kent se convirtió en el único portador del casco y se incorporó a la reconstruida Liga de la Justicia. La magia que les permitía mantenerse jóvenes a él y su esposa pronto dejó de tener efecto. Kent Nelson e Inza Nelson morirían de vejez y su manto sería tomado por un par de humanos (Eric y Linda Strauss) quienes al fusionarse se transforman en el nuevo Dr. Fate.

#### Jared Stevens
Con el tiempo, los nuevos anfitriones no duraron mucho tiempo, puesto que Eric Strauss fue asesinado por las fuerzas de Darkseid. Al ser Eric asesinado, dejó las responsabilidades del Dr Fate a Linda. Pronto, los Señores del Caos lograron agredir a Linda y también la asesinaron. Posteriormente las almas de Eric y Linda fueron colocadas en los cuerpos de Wendy y Eugene DiBellia. Durante este tiempo, los Nelsons gozaron de una existencia después de la muerte en el que parecían vivir una vida normal, e incluso permitiendosles criar hijos. Sin embargo, ellos sacrificaron dicha existencia y regresaron a la Tierra para unirse de nuevo con Nabu como el Doctor Fate. En su segunda encarnación, Inza se convirtió en la forma dominante, dándole la apariencia de una Doctor Fate femenino. En última instancia, a través de mecanismos que todavía no han sido descritos, los dos comenzaron a formar el conjunto masculino de Dr Fate de nuevo. Durante la crisis conocida como Hora Cero, iniciada por Parallax, el Doctor Fate y la Sociedad de la Justicia enfrentaron a Extant. El resultado de la lucha fue que la entidad de Fate fue separada y dividida en dos. El casco y el Amuleto de Nabu terminan al otro extremo del planeta, por lo que Kent y Inza Nelson sufrieron de repente la extrema separación. Posteriormente, los artefactos de Nabu fueron recuperados por Jared Stevens, que asumió temporalmente el manto de Doctor Fate. por lo que los Nelsons, una vez más, entraron en la otra vida. Jared Stevens era un mercenario que se hacía llamar Fate y que utilizaba el casco y amuleto modificados como armas. Al poco tiempo fue asesinado por los agentes del brujo Mordru quien ansiaba los artefactos de Fate. Ante esto Nabu hizo que Hector Hall (Hijo de Hawkman y Hawkgirl se convirtiera en el nuevo Doctor Fate), las almas de los Nelson aun residían aún en el amuleto y ocasionalmente se reunían con Hector. Los poderes mágicos de Fate son extensos. Estos poderes se derivaban fundamentalmente de la posesión de Kent Nelson por parte de Nabu, un Señor del Orden. Nabu, o Fate, residía en el "Casco de Nabu". Aquellos que lo llevan puesto pueden acceder al poder/posesión de Fate. Sin el casco, debido al entrenamiento de Nabu, Kent Nelson poseía algunas habilidades rudimentarias para realizar conjuros, invulnerabilidad limitada, fuerza incrementada y la posibilidad de volar. Pese a esto, estaba bastante limitado respecto a cuando este lo colocaba en su cabeza. Respecto a Nabu, no podía mantener su existencia (o la de Fate) en el plano terrestre sin un mortal que le sirviese como anfitrión. A diferencia de muchos de sus compañeros de la Sociedad, Doctor Fate no tenía un análogo u homólogo en la Liga de la justicia.

#### Hector Hall
En la continuidad Pre-crisis, en Tierra-2, Héctor Hall es el hijo de Carter y Shiera Hall, los héroes de la Edad de Oro conocidos como Hawkman y Hawkgirl. Carter y Shiera eran las reencarnaciones de un antiguo faraón egipcio y su esposa, los cuales habían sido asesinados y maldecidos por su rival, Hath -Set. Sin embargo, sin saberlo ninguno de ellos, Hath-Set extendió la maldición a los posibles hijos concebidos por la pareja. La maldición de Seketh, el egipcio antiguo dios de la muerte, profetizó que la combinación entre el Escarabajo de plata y el Ojo de Ra, prácticamente significaría el fin del mundo. Como tal, cuando Héctor nació durante una excavación arqueológica cerca de El Cairo, nació sin un alma, destinado a ser un huésped del Escarabajo de plata, un agente de la venganza de Hath-Set. Durante su infancia, Héctor estaba frustrado ya que sus padres visitaban con frecuencia la ciudad de Feithera y pasaban mucho tiempo con su ahijado Norda Cantrell (que se convertiría en Northwind).
Aunque los dos niños se reunían en ocasiones, Héctor tenía hacia Norda rencor contra sus alas y la atención que recibió de sus padres. Más tarde resultó que, como se había profetizado Hector llegó a convertirse en un agente de Ha-Set y el destino de Norda sería detenerlo. Durante su infancia, Héctor Hall a veces también jugaba con los otros niños, hijos de los otros miembros de la Sociedad de la Justicia, tales como Al Rothstein (ahijado del primer Atom), Lyta Trevor (hija de Wonder Woman, que al crecer llegó a casarse con Héctor) y Rick Tyler (el hijo del primer Hourman). Durante una de estas reuniones, los niños terminaron volando un jet y casi se estrellan en la Casa Blanca, donde se les detuvo y por supuesto, fueron reprendidos por sus padres. Al sentirse abandonado por sus padres y su lucha contra el crimen, Héctor, estando en la Universidad construyó un traje del metal Nth que le conceden a sus padres el poder de volar, al mismo tiempo, añadiendo algunas mejoras. Héctor se había matriculado en la UCLA y se encontró con su amiga de la infancia, Lyta Trevor. Los dos rápidamente se enamoraron. Lyta deseo seguir los pasos de su madre y convertirse en una heroína. Héctor y Lyta (como Silver Scrab y Fury) decidieron solicitar la membresía de la Sociedad de la Justicia de América, con el grupo de sus padres. Invitaron a Rothstein para aplicar con ellos, así como a Norda Cantrell, sin embargo, los cuatro fueron rechazados debido a su edad y su inexperiencia. No estaban dispuestos a rendirse y los cuatro aceptaron a dos nuevos miembros, Jenny Hayden y Todd Rice, hijos de Alan Scott. El sentimiento de pena hacia los jóvenes, hizo que Star-Spangled Kid decidiera dejar a la Sociedad de la Justicia, a fin de crear un nuevo grupo, en el que también se unieron Power Girl, Huntress y Brainwave Jr., llamándose a sí mismos Infinity Inc. El equipo decidió divulgar públicamente sus identidades secretas (en el proceso también la de sus padres), donde Héctor también anunció su compromiso con Lyta. Pero tendrían poco tiempo para disfrutar de su felicidad debido a que la entidad que había dentro de él desde su nacimiento resurgió, gracias a la manipulación de Ha-Set. El reencarnado Escarabajo de plata luchó en contra de Infinity, Inc. Finalmente los héroes salieron como ganadores pero a costa de la vida de Héctor. Sin embargo su conciencia había sido trasportada a una dimensión del Sueño, donde fue descubierto por Bruto y Glob, exagentes de Morfeo, el Sandman. Héctor adoptó la identidad de Sandman.
En su nuevo personaje, Héctor sólo podía abandonar "la dimensión de sueño" una hora al día. Él visitaba a Lyta en sus sueños, donde descubrió que había quedado embarazada con su hijo. Él le dijo a Lyta de su nuevo papel como Sandman y le pidió a casarse con él. Estuvo de acuerdo y los dos se trasladaron a la dimensión del sueño. Sin embargo, al igual que sus padres, Héctor se encontraba en un ciclo de reencarnación. Cuando regresó luego de varios años, fue elegido para adoptar las vestiduras del Doctor Destino (Doctor Fate), un poderoso hechicero que había sido miembro de la Sociedad de la Justicia de América. Tan pronto asumió su nueva identidad heroica, se vio obligado a luchar en contra del mago Mordru y fue capaz de derrotarlo gracias a los consejos de Kent Nelson, que residía en el Amuleto de la vestimenta del Dr. Fate junto con su esposa Inza. Al mismo tiempo que actuaba como el Dr. Destino con la Sociedad de la Justicia, Hector sentía aún quedaba una pieza que le hacía falta en su vida, su esposa. Hector viajó en el interior de la Amuleto de Anubis, donde descubrió que Mordru estaba vivo.Pese a que Mordru realizó un hechizo para engañar a Hector, este pudo encontrar a Lyta, aunque en estado comoso gracias al hechizo del villano. Héctor solicitó su ayuda en la reactivación de su esposa de su coma a la Sociedad de la Justicia y mientras que él la dejó con ellos, viajó a Thanagar. Llegó al rescate de Hawkgirl y también fue testigo de la resurrección de su padre. Los dos estaban reunidos, y aunque eran felices de ver uno del otro, su conexión emocional había empeorado. Héctor intentó usar toda su magia para despertar a Lyta, pero no tuvo éxito y por lo tanto, regresó a su torre.
Cuando por fin había deshecho el hechizo de Mordru, se encontró que Mordru había creado otro hechizo y que la mujer era, de hecho, Dawn Granger. Héctor quedó triste y decepcionado de no haber encontrado a Lyta. Después de enterarse de que su esposa había muerto, Hector se enfrentó a Mordru utilizando cada gramo de la magia que poseía, la grabación en cada reino mágico a su disposición para combatir al villano. Al mostrar a Mordru su futuro, un futuro de la humillación y de fracaso, Héctor derrotó y encarceló a Mordru en la Roca de la Eternidad, al final del universo. Cuando Hector se enfrenta a un poderoso ser mágico conocido como la maldición -The Curse- (a quien incluso Nabu no fue capaz de derrotar) siendo algo inexperto aún, Héctor sería asesinado. Posteriormente lograría revitalizar su cuerpo, reviviendo con la capacidad suficiente para vencer a The Curse. Héctor se había vuelto más seguro y confiado en su papel. Finalmente logró encontrar viva a su esposa Lyta. Junto a ella regresaron al Salón de la Torre y vivieron felices, hasta que fueron atrapados en una sección del infierno por el Espectro, que intentaba destruir toda la magia del universo. Los dos se lanzaron encima de una montaña congelada, donde Héctor se vio obligado a defenderse de varios demonios que amenazaban a Lyta. Mientras tanto, Lyta estaba inconsciente, estableciendo una comunicación con su hijo Daniel, El Señor de los sueños. Daniel le propone unirse a él en los sueños y cuando Lyta despierta ve a Hector mortalmente herido por lo que decidió tomar la oferta de Daniel y junto con Héctor, a sabiendas de que nunca podrían volver, entró en el portal de acceso a los sueños. Mientras sus cuerpos físicos se congelaron hasta morir en la cima de la montaña, sus espíritus se unieron a su hijo.

#### Kent V. Nelson
Después de una inmensa búsqueda y del fallecimiento de sus diferentes huéspedes, el casco del Doctor Fate cae en manos del doctor Kent V. Nelson, nieto del original Kent Nelson y se convierte en el nuevo Doctor Fate.
Esto sucede cuando el Doctor Kent V. Nelson, divorciado y sin trabajo, es golpeado por un expaciente y arrojado a un contenedor de basura. El casco del Doctor Fate (Doctor Destino) había caído en el basurero y Nelson lo utilizó para cubrir sus heridas, ya que ha empezado a llover. El casco revela toda su historia ante él, y a pesar de que de sus intentos de quitarse el casco este regresa ante él. Nelson aprende a regañadientes de la entidad los hechizos y poco a poco comienza a utilizar el casco de forma adecuada. Conoce a una mujer llamada Maddy, quien dirige una librería ocultista, donde entra en una meditación intensa interdimensional explorando los dolores de su psique.
Después de este incidente, Kent termina por hundirse en la autocompasión y la depresión por olvidar los cumpleaños de su hija. En pleno vuelo, Kent olvida la palabra mágica que lo mantiene volando, por lo que cae en una gran fuente y casi se ahoga de no ser por una intrépida joven escritora llamada Inza quien lo salva. Inza muere poco tiempo después y Kent parece adentrarse en el alcoholismo. Desesperado, Nelson decide que está harto de esta interferencia mística en su vida y le da al casco a Maddy. Él es inmediatamente capturado por Negal, un demonio. En su primer intento, Maddy trata de utilizar el casco, pero es atrapada por el compañero de Negal, YMP, quien la lleva junto a Nelson y a los restos de Inza. Finalmente Kent derrota a los demonios, revive a Inza y acepta el manto como el nuevo Doctor Fate. Kent V. Nelson, luego hizo apariciones esporádicas en la miniserie Reino en el Infierno, donde ayuda a un grupo de héroes a escapar del infierno. Kent V. Nelson siguiente aparece en la historia de la Sociedad de la Justicia de América titulada, "La mala semilla". Él es traído por Jay Garrick para ayudar cuando la Sociedad se siente abrumada por un ataque de un grupo de supervillanos. Aunque todavía bastante inexperto, la mera visión del Doctor Destino fue suficiente para hacer que la mayor parte de los villanos huyeran, lo que permite a la Sociedad derrotar a los que se quedaron. Inmediatamente Jay ofrece un lugar a Kent en el equipo, aunque algunos miembros se mostraron reacios, debido a su falta de experiencia. La magia de Kent fue capaz de salvarle la vida a Mister Terrific, que recientemente había sido apuñalado por Kid Karnevil y cuando un grupo de supervillanos atacó a los Brownstone, se las arregló para detener a la mayoría de ellos al lanzar un hechizo. Después de que el equipo se divide en dos, Nelson sigue siendo un miembro activo de la Sociedad de la justicia y fue poseído por Mordru brevemente antes de salir de la Tierra para perfeccionar sus habilidades de lanzador de conjuros.

### Doctor Fate de la Actual ContinuidadLos Nuevos 52/DC: Renacimiento

#### Khalid Ben-Hassin (Tierra-2)
Khalid Ben-Hassin es la encarnación más reciente del Doctor Fate en el universo alternativo conocido como Tierra-2, es un joven egipcio-americano llamado Khalid Ben-Hassin. Khalid acompañaba a la arqueóloga Kendra Saunders, mientras ella estaba explorando una pirámide en el antiguo Egipto, y allí descubre casco de Nabu, pero este intenta resistir el poder del Casco a pesar de que contiene el espíritu de Nabu, afectando sus pensamientos y su cordura. Luego de formar equipo con otras "maravillas" (héroes con superpoderes), Khalid combate al villano Wotan y descubre la Torre del Destino, la base de operaciones extradimensional de Nabu, asumiendo la identidad del Dr. Fate. Khalid quedó traumatizado psicológicamente luego que después él fuese atacado sin piedad por un Superman al cual le habían lavado el cerebro.

#### Khalid Nassour (Corriente principal delUniverso DC)
Khalid Nassour es el Doctor Fate presentado para Tierra-0 Post Flashpoint, que muestra a un joven egipcio-estadounidense llamado Khalid Nassour, un estudiante de medicina y un pariente lejano de Kent Nelson. Actualmente, tanto Kent Nelson como Khalid llevan la identidad.

## Poderes y habilidades
El Doctor Fate posee varios poderes como lanzamiento de conjuros y hechizos, poder volar, super-fuerza, invulnerabilidad, telequinesis, telepatía, pirokinesis y la manipulación de rayos. Sin embargo, Fate no es capaz de contrarrestar hechizos una vez que han sido lanzados. La manifestación de magia del Doctor Fate se basa en el conjuro de con forma de jeroglíficos egipcios, tales como un "ankh".

## Otras versiones

### Doctor Caos (Tierra-1)
En Tierra-1 (Universo DC), el profesor Lewis Lang y su asistente Burt Belker descubren un casco en el Valle de Ur en Mesopotamia, idéntico al casco de NABU de Tierra-2, excepto que es de color azul. Este casco contiene a un Señor del Caos, que termina por poseer a Burt y lo convierte en el brujo Doctor Caos, cuyo traje es idéntico al del doctor Doctor Fate a excepción a los colores inversos en su traje. Superboy se enfrenta doctor Caos y quita el casco de Burt, desechando al espacio.

### Post-Crisis

#### Los libros de la magia
Mientras Timothy Hunter estaba siendo guiado por el mundo de la magia por Phantom Stranger, los dos se observan a Kent, aunque él no se da cuenta de su presencia. Algún tiempo después, el señor E le muestra Hunter una versión futura del casco que se asemeja a un cráneo humano y que mata a cualquiera de sus adoradores que lo usan. El casco ha renunciado a su propia vida y a la guerra entre el orden y el caos. El señor E le reveló que en el pasado, intentó matar al Doctor Fate y destruir el casco, pero fue detenido por la Liga de la Justicia.

#### Tierra-2
Después de los acontecimientos finales de la serie "52" nacen 52 tierras diferentes, una de ellas, Tierra-2, adquiere aspectos visuales similares a la versión pre-Crisis de Tierra Dos, tales como la Sociedad de la Justicia, que es un súper equipo de primera clase de este mundo.
Esta versión de Doctor Fate (toma la versión de Kent Nelson), junto con Espectro, sospechan algo que va mal con la misteriosa reaparición de una misteriosa Power Girl

#### Tierra-22 (Kingdom Come)
El universo de Kingdom Come da cuenta con una versión de Nabu, que es capaz de canalizar su conciencia a través del casco y la capa sin la necesidad de un organismo viviente como huésped. Esta versión de Fate está del lado del grupo de Batman y es uno de los supervivientes al final de la batalla final.

#### Dr. Strangefate
Dr. Strangefate es un brujo de la creación del Universo Amalgam ; que es una amalgama de Doctor Fate, y los personajes de Marvel Comics como son el Doctor Extraño y Charles Xavier.

#### Flashpoint
En la línea de tiempo alternativa de la serie limitada Flashpoint, Kent Nelson trabaja como un adivino en el Circo de Haley. Kent le dice a su compañero de trabajo, trapecista Boston Brand, que en su visión ve la muerte del trapecista conocido como Dick Grayson. El circo es atacado por las Amazonas que buscan robar el casco. Kent es empalado y asesinado por una amazona antes de que los trabajadores del circo escapen con la ayuda de miembros de la Resistencia Vértigo. Con la ayuda de Boston, Dick escapa de la masacre junto a otros trabajadores del circo, las Amazonas se encuentran con la resistencia, por lo que Dick termina utilizando el casco como el nuevo Doctor Fate.

#### Tierra-20
Una versión alternativa del Doctor Fate, conocido como Doc Fate, una versión pulp del personaje. Doc Fate es un pistolero afroamericano y ocultista llamado Kent Nelson, donde vive en un rascacielos de Manhattan sin ventanas. Este Doc Fate dirige un equipo de aventureros conocidos como la Sociedad de Superhéroes, formado por Inmortal Man, Mighty Atom, Lady Blackhawk y el Linterna Verde Abin Sur.

## En otros medios

### Televisión

#### Acción en vivo
- Brent Stait fue el Doctor Fate en la serie Smallville, además en la película de Smallvile para la televisión dividida en dos partes titulada, "Absoluta Justicia", Luego,[106] el casco de Nabu reapareció en la temporada 10 episodio "Lázaro".[107]
- El Casco del Doctor Fate hizo una breve aparición en el episodio piloto de Constantine.[108]
- Doctor Fate aparecerá en la próxima serie de Stargirl como miembro de la Sociedad de Justicia de América antes de la muerte del equipo a manos de la Sociedad de la Injusticia.

#### Animación
- La versión de Kent Nelson de Doctor Fate aparece en el Universo animado de DC:
  - Doctor Fate aparece en el episodio de Superman: la serie animada, "La mano del destino", con la voz de George DelHoyo. Doctor Fate es representado como un superhéroe retirado y un ex aliado de Superman, desilusionado por sus interminables batallas contra el mal. Después de negarse a ayudar a Superman contra su enemigo Karkull, cambia de opinión después de ver a Superman ir a luchar contra él a pesar de saber que seguramente morirá. El Doctor Fate luego ayuda a Superman a sellar a Karkull, pero está gravemente herido. Mientras Fate se recupera, promete seguir siendo un superhéroe.
  - Doctor Fate aparece en la serie animada de la Liga de la Justicia con la voz de Oded Fehr. En "The Terror Beyond", el Doctor Fate recluta a Solomon Grundy y Aquaman para un ritual para desterrar a los Grandes Antiguos y su líder Icthultu después de descubrir que estaban listos para regresar. La Liga de la Justicia interrumpe, creyendo que está torturando a Grundy. Después de una pelea, Fate explica sus acciones y Hawkgirl sugiere simplemente matar a Icthultu. Fate está de acuerdo, y la Liga de la Justicia, Fate, Grundy y Aquaman viajan a la dimensión de Icthultu. Logran matar a Icthultu, pero Grundy muere en el proceso. En "Más allá", el Doctor Fate aparece en el funeral de Superman.
  - Doctor Fate aparece en Justice League Unlimited nuevamente expresado por Fehr.

- El Doctor Fate apareció en el Batman: The Brave and the Bold en los episodios, "El destino de Equinox", "Los ojos de Despero!", "Crisis: 22.300 millas sobre la Tierra". Una versión más joven del Doctor Fate también apareció en un pequeño cameo en "Sitio de Starro" Parte 1.

- El Doctor Fate apareció en la serie animada Young Justice.[109] Él aparece por primera vez en el episodio "Negación", con Kent Nelson con la voz de Edward Asner y Nabu con la voz de Kevin Michael Richardson. Posteriormente aparece en los episodios "Revelación", "fuera de lugar", y "Agendas". Después de que Nelson muere en un conflicto entre el equipo y Klarion el niño brujo, el casco del Dr. Fate se almacena dentro del monte Justicia. En el transcurso de la serie, Wally West toma temporalmente el casco en "Negación", luego Aqualad en "Apocalipsis". En ambos casos, el espíritu de Kent Nelson, que elige residir en el casco un poco más, convence a Nabu para que libere al anfitrión. Sin embargo, en "Misplaced", después de que Zatanna se pone el casco después de que Klarion divide la Tierra entre niños y adultos, Nabu se niega a liberarla debido a la creencia de que el mundo necesita que Fate proteja contra el caos más que nunca, hasta que su padre Giovanni Zatara le ofrezca para convertirse en el anfitrión de Nabu en su lugar.[110] Oficialmente, la tierra de este Doctor Fate es Tierra-16 dentro de los Multiverso DC.[111]

- El Doctor Fate aparece en la serie animada Mad episodios 22 y 46.

- El Doctor Fate apareció en los cortos animados de Nación DC, de Cartoon Network.[112]

- La versión de Kent Nelson de Doctor Fate aparece en la serie Justice League Action,[113] con su forma infantil expresado por Erica Luttrell. En el episodio "Trick or Threat", Klarion el niño brujo se convierte junto a Batman, John Constantine y Zatanna en niños para que pueda atraerlos a la Casa del Misterio y robarle el Casco del Destino al Doctor Fate.

### Películas
- El Doctor Fate aparece como miembro de la JSA en los créditos de apertura de Justice League: The New Frontier.

- Un malvado Doctor Fate de una Tierra paralela aparece brevemente en Justice League: Crisis on Two Earths. Él es visto como parte del grupo de los subordinados de Superwoman.

- La encarnación de Kent Nelson del Doctor Fate aparece en la película de DC Extended Universe, Black Adam (2022), interpretado por Pierce Brosnan.[114][115]

### Videojuegos
- Doctor Fate aparece en los videojuegos DC Universe Online y un cameo en Injustice: Dioses entre nosotros. Próximamente aparecerá como un personaje jugable en Injustice 2

### Figuras de Acción: Juguetería
- El Doctor Fate fue una figura basada en la serie de animación de la Liga de la Justicia Ilimitada figura de acción de Mattel.

- Varias figuras del Doctor Fate que han salido a la venta se basan en la versión Kent Nelson.

- La primera figura Doctor Fate fue lanzada en 1985 como parte de la segunda oleada de figuras de la marca Kenner.

- la compañía filial de DC, DC Direct, lanzó otra figura en el 2000 como parte de la colección de místicos, magos y criaturas mágicas de colección.

- Una tercera figura fue lanzada en torno a la serie Liga de la Justicia Ilimitada (2004-2006).

- DC Direct lanzó una cuarta figura en diciembre de 2007.

- Dos figuras Doctor Fate fueron puestos a la venta en abril de 2009 como parte de la colección "Universo DC Classics".

- Otra figura apareció sobre la base de la serie The Brave and the Bold, que incluía a su enemigo más cercano, Wotan.

- Para la San Diego Comic-Con International del 2004, DC Direct sacó réplica de tamaño natural del casco y el amuleto de Doctor Fate en 2005[116] El casco fue representado con los artículos durante la Feria del Juguete de febrero de 2007,[117] pero siguieron estando no está disponibles para su compra.

## Curiosidades
- El Doctor Strange es su contrapartida del Universo Marvel, con el cual, durante el evento DC vs. Marvel terminó siendo amalgamado creando al personaje conocido como Dr. Strangefate.